# Götz-Peter Lohmann
Götz-Peter Lohmann (* 29. Juni 1942 in Barby) ist ein deutscher Politiker (SPD). Von 1998 bis 2005 war er Abgeordneter im Deutschen Bundestag.

## Leben und Beruf
Nach dem Abitur 1960 leistete Lohmann seinen Wehrdienst ab und begann 1963 ein Studium an der Deutschen Hochschule für Körperkultur in Leipzig, das er 1967 als Diplom-Sportlehrer beendete. Danach war er als Trainer und Sportlehrer tätig und absolvierte daneben von 1970 bis 1975 ein Studium der Psychologie an der Karl-Marx-Universität Leipzig. Anschließend arbeitete er bis zu seinem Einzug in den Bundestag als Diplom-Psychologe in den Bereichen Klinische Psychologie und Psychotherapie.
Götz-Peter Lohmann ist verheiratet und hat drei Kinder.

## Politik
Im Oktober 1989 schloss sich der bis dahin parteilose Lohmann dem Neuen Forum an, trat aber schon im Februar 1990 in die SPD ein. Von 1990 bis 1992 war Lohmann Bürgermeister der Stadt Waren, anschließend wurde er zum Kreistagspräsidenten des Landkreises Müritz gewählt. Das Bürgermeisteramt verlor er 1992 wegen zugegebenen Kontakten zur ehemaligen Stasi.
Lohmann zog 1998 als direkt gewählter Abgeordneter des Wahlkreises Neubrandenburg – Altentreptow – Waren – Röbel und 2002 als direkt gewählter Abgeordneter des Wahlkreises Neubrandenburg – Mecklenburg-Strelitz – Uecker-Randow in den Bundestag ein. Bei der Bundestagswahl 2005 konnte er sich im Wahlkreis nicht gegen die CDU-Kandidatin Susanne Jaffke durchsetzen und schied daher aus dem Bundestag aus. Er war im Parlament Sprecher der Landesgruppe Mecklenburg-Vorpommern sowie stellvertretender sportpolitischer Sprecher der SPD-Bundestagsfraktion. Lohmann war zudem ordentliches Mitglied im Ausschuss für Gesundheit und im Sportausschuss.

## AWO-Affäre
Lohmann war von 2006 bis 2015 Vorstandsvorsitzender des Kreisverbandes Müritz der Arbeiterwohlfahrt und erhielt dafür ein Gehalt, welches nicht rechtmäßig vereinbart worden war. Lohmann trat in der Folge von seinem Posten zurück. Zusammen mit dem zur Rückzahlung verurteilten Geschäftsführer Peter Olijnyk wird gegen ihn seit 2016 wegen Untreue ermittelt.

## Weblink
- Biographie beim Deutschen Bundestag

## Einzelbelege
1. ↑  Thorsten Holzhauser: Die "Nachfolgepartei": Die Integration der PDS in das politische System der Bundesrepublik Deutschland 1990-2005. Walter de Gruyter GmbH & Co KG, 2019, ISBN 978-3-11-063755-7 (google.de [abgerufen am 3. März 2020]).
2. ↑  Vorstandschef tritt zurück. NDR, 30. Juli 2016, abgerufen am 4. Mai 2019.
3. ↑  Erneut Durchsuchungen bei Ex-Awo-Managern. NDR, 12. April 2019, abgerufen am 4. Mai 2019.

| Personendaten    | Personendaten                  |
| ---------------- | ------------------------------ |
| NAME             | Lohmann, Götz-Peter            |
| KURZBESCHREIBUNG | deutscher Politiker (SPD), MdB |
| GEBURTSDATUM     | 29. Juni 1942                  |
| GEBURTSORT       | Barby                          |